# Flamm Sándor
Flamm Sándor (Csermő, 1892. november 9. – Budapest, 1970. augusztus 21.) belgyógyász, kórházi főorvos.

## Élete
Flamm Bertalan (1853–1906) csermői körorvos és Obláth Julianna (1867–1942) fia. Testvérei közül ketten, Flamm István (1896–1942) és Flamm Mária (1900–1975) szintén az orvosi pályát választották.
Az Aradi Királyi Főgimnázium tanulója volt. Tanulmányait a Budapesti Tudományegyetemen folytatta, ahol 1916-ban szerzett orvosi oklevelet. Orvostanhallgatóként aktív szerepet játszott a Galilei Kör megalakulásában és egyik szekciójának titkára lett. 1916-ban a frontra került, 1917–18-ban hadikórházban teljesített szolgálatot. 1918-ban a munkaügyi és népjóléti minisztérium egészségügyi főosztályán Madzsar József titkára volt. 1918-tól a Szent Rókus Kórház belosztályán működött. A Tanácsköztársaság bukása után kizárták a Budapesti Királyi Orvosegyesületből és nem kapott munkát. Később Holló Gyula, a Charité Poliklinika Tüdőbeteg Osztályának főorvosa alkalmazta ideiglenesen.
Az 1920-as évek középétől a Hajózási Betegbiztosító Intézet Hold utcai rendelőintézetében belgyógyász szakorvos volt. A második világháború alatt Emanuel Zima, a német nagykövetség gondnoka bújtatta őt feleségével és húgával együtt a követség épületében. 1945 márciusában a Magyar Radikális Párt Elnöki Tanácsának tagja lett. A háború után az OTI Gál Benő Központi Kórházának belgyógyászati osztályán dolgozott főorvosként, majd 1950-től 1962-es nyugdíjazásáig a budapesti Uzsoki Utcai Kórház belgyógyászati osztályát vezette. 1956 után részt vett a kórházi pártszervezet újjáalakításában. Fő kutatásai a diabéteszre, később a májbetegségek kutatására irányult.
Felesége Schlesinger Gizella volt, Schlesinger Bertold és Maier Mária lánya, akit 1924. április 30-án Budapesten, az Erzsébetvárosban vett nőül.
A Farkasréti temetőben helyezték végső nyugalomra.

## Művei
- Összehasonlító vérkép- és csontvelő vizsgálatok hepatitis epidemica és salvarsanicterus esetekben (Szász Györggyel, Orvosok Lapja, 1948, 46.)
- Az arsenobenzol- icterus pathogenesise és a syphilis továbbkezelése arseno- benzollal az icterus lezajlása után (Klinghofer Lászlóval, Orvosok Lapja, 1949, 1.)
- Vizsgálatok a hepatitis epidemica késői posticterusos szakában (Szász Györggyel, Orvosi Hetilap, 1949, 15.)
- A hepatitis epidemicát kísérő gyomorelváltozásokról (Kürthi Lászlóval, Orvosi Hetilap, 1950, 1.)
- A hepatitises betegek vízforgalmáról és a vízterhelési próba diagnosztikai értékéről (Fazekas Lajossal és Mihályi Lászlóval, Orvosi Hetilap, 1950, 45.)
- A vízterhelési próba értéke májbetegségekben (Mihályi Lászlóval és Tóth Máriával, Orvosi Hetilap, 1952, 19.)
- Újabb adat a máj szerepéhez a vízháztartásban (Mihályi Lászlóval, Tóth Máriával és Fényes Györgynével, Orvosi Hetilap, 1954, 16.)
- A prednison és dexamethason a dermatomyositis therapiájában (Orvosi Hetilap, 1960, 48.)

## Díjai, elismerései
- Élmunkás (1950)
- Kiváló orvos (1958)[6]
- Munka Érdemrend (1962)[7]